# Colibri avocettin
Opisthoprora euryptera
Genre
Espèce
Statut de conservation UICN

 LC  : Préoccupation mineure
Statut CITES
Le Colibri avocettin (Opisthoprora euryptera) est une espèce de colibris. C'est la seule espèce du genre Opisthoprora.

## Répartition
Cet oiseau est présent en Colombie et en Équateur.

Carte de répartition de l'espèce

## Habitat
Ses habitats sont les forêts tropicales et subtropicales humides de montagnes.